# Engelitermes zambo
Engelitermes zambo — вид термітів, єдиний у підродині Engelitermitinae. Описаний у 2023 році.

## Поширення
Ендемік Камеруну. Зібраний у чотирьох місцях на півдні країни.

## Назва
Родова назва Engelitermes дана на честь видатного фахівця з еволюції комах, американського ентомолога професора Майкла Енджела. Видова назва zambo є подякою довгостроковому польовому помічнику авторів таксона, камерунцю Фердинанду Замбо Онані (Ferdinand Zambo Onana).

## Спосіб життя
Терміт харчується детритом і часто живе між корою та деревиною мертвого дерева. Ймовірно, це суворий фахівець з харчування, який споживає лише обмежений спектр їжі. Цікавим фактом про Engelitermes є надзвичайно низька частка солдатів у колонії, один солдат на приблизно 20 000 робітників.